# Gonomyia (Gonomyia) mexicana
Gonomyia (Gonomyia) mexicana is een tweevleugelige uit de familie steltmuggen (Limoniidae). De wetenschappelijke naam van de soort werd voor het eerst geldig gepubliceerd in  1916 door Charles Paul Alexander.
De soort komt voor in het Neotropisch gebied. Het holotype werd verzameld in Córdoba (Mexico).